# جين س. غودال
جين س. غودال (بالإنجليزية: Jane C. Goodale) هي عالمة الإنسان أمريكية، ولدت في 1926 في بوسطن في الولايات المتحدة، وتوفيت في 2008.